# Критски устанак
Критски устанак је био устанак који су подигли 1897. године становници грчког острва Крит против власти Османског царства.
Крит је био ван састава Грчке државе која је формирана 1830. године одредбама Лондонског протокола. Османско царство је Крит убрзо уступило Египту, али је већ 1840. године Крит враћен у састав Османског царства, под притиском Велике Британије.
Становници Крита хришћанске вероисповести су неколико пута подизали устанке у периоду између 1833. и 1897. године. Власти Османског царства су гушиле ове устанке суровим војним акцијама према устаницима и ликвидацијом свештеника православне цркве који су често сматрани предводницима устанака.
Један од учесника Критског устанка из 1897. године је био и Елефтериос Венизелос који је био заговорник уједињене Грчке.

## Епилог устанка
Овај устанак је завршен тако што је Крит добио аутономију у оквиру Османског царства. Британска, руска, италијанска и аустроугарска ратна морнарица дошле су на Крит са циљем да протерају турску војску са острва. Грчки принц Ђорђе је под притиском европских сила постављен за Високог Начелника острва а Венизелос је постао његов саветник за правду. Европске силе су помогле да се оформи Жандармерија како би осигурала поштовање закона. Крит је уједињен са Грчком 1. децембра 1913. године.
Венизелос је помогао у писању критског устава и постао је министар у влади принца Ђорђа, високог начелника.